# Éminence du maxillaire
L'éminence du maxillaire (ou tubérosité du maxillaire) est une bosse arrondie située à la partie inférieure de la face infratemporale du corps du maxillaire.
Elle est accentuée par la pousse des dents de sagesse.
Elle s'articule par une surface rugueuse latérale avec le processus pyramidal de l'os palatin et, dans certains cas, avec le processus ptérygoïde.
Quelques fibres du muscle ptérygoïdien médial s'y insère.